# スコット・ロッケンフィールド
スコット・ロッケンフィールド  (Scott Rockenfield、1963年6月15日-）は、アメリカのミュージシャン、ドラマー、作曲家。「Sロック」の名で活動している。クイーンズライクやスレイヴ・トゥ・ザ・システムでの活動で知られる。

## 経歴

### 生い立ち
1963年6月15日、ワシントン州シアトルで生まれる。11歳の時に小学校でドラムセットを見てから音楽に興味を持ち始め、その年のクリスマスに両親からドラムセットをもらってドラムを始める。6年生の時に、後にクイーンズライクで共に活動するクリス・デガーモに出会う。
レッドモンド高校に進学すると、後にクイーンズライクやスレイヴ・トゥ・ザ・システムで共に活動するケリー・グレイと出会う。ロッケンフィールドは、ジューダス・プリースト、ボストン、キッスに影響を受け、後にラッシュ、ヴァン・ヘイレン、アイアン・メイデン、ポリス、ピンク・フロイドの大ファンにもなった。

### クイーンズライク結成
1980年、シアトルのイージー・ストリート・レコードで出会ったギタリストのマイケル・ウィルトンと共に、「クロス+ファイアー」を結成。アイアン・メイデンやジューダス・プリーストなどの楽曲をカヴァーした。やがてギタリストのクリス・デガーモとベーシストのエディ・ジャクソンが加入し、バンド名を「ザ・モブ (The Mob)」に変更した。1982年にジェフ・テイトが加入し、バンド名をクイーンズライクに変えて活動する。
1997年、ロッケンフィールドとスピアーは「TeleVoid」という音楽と映像の作品を制作し、グラミー賞の「ベスト・ロングフォーム・ビデオ」部門にノミネートされた。
2000年にポール・スピアーとアイダホ州ヘルズキャニオンにある場所や出来事に影響を受けて、インストゥルメンタル・アルバム『Hells Canyon』をレコーディングした。
2001年、クイーンズライクのギタリストのケリー・グレイ、ブラザー・ケインのデイモン・ジョンソン、ローマン・グリックらと『スレイヴ・トゥ・ザ・システム (Slave to the System)』を結成し、アルバム「Slave to the System」をリリース。
2008年、はソロ・アルバム『The X Chapters』をリリース。
2013年、ヘッドレスのアルバム『Growing Apart』でドラムを演奏した。
2017年、クイーンズライクでの活動を休止。当初は数ヶ月の予定だったが、無期限に延長された。ジェフ・テイトは後にロッケンフィールドを気遣い、彼が困難な生活状況にあることを示唆し、トッド・ラ・トーレはロッケンフィールドがバンドに復帰する可能性は低いと語った。

### 作曲家、起業家として
ロッケンフィールドはクイーンズライクのメンバーの中で、バンド以外での音楽活動も多い。クイーンズライクのの5枚目のアルバム『プロミスド・ランド』では、ポータブルADATテープ・レコーダーで録音した自然音を大きく加工したミュジック・コンクレートのイントロを使用。ロッケンフィールドによると、「それが今も続けている映画とサウンド・デザインの分野への旅の始まりのようなものだった」とのこと。ロッケンフィールドはテレビコマーシャル、映画などの作曲も手がけた。 ロッケンフィールド曰く「素晴らしいと思うのは、クイーンズライクの新しいアルバムで、ドラマーとして、そして作曲家としての活動の両方ができることだ」と語る。
2003年、「ロッケンワップス (RockenWraps)」を設立。アーティストやddrumなどの会社にカスタマイズしたドラムラップを製作している。
2010年、映画、テレビ、ビデオゲームのサウンドエフェクトを専門に作曲する会社「ハリウッド・ループス (Hollywood Loops)」を設立した。同年、ビデオゲームの『コール オブ デューティ ブラックオプス』の作曲とレコーディングを担当。また、2013年の映画『アフター・アース』、2014年の『ロボコップ』の予告編の音楽制作を担当。ロッケンフィールドはカリフォルニア州サンタモニカのクラウス・バデルト・スタジオで、多くの仕事、特にオーケストラ・アレンジのレコーディングを行っている。

## 私生活
1991年9月28日に5年間の交際の後、カーラ・ケイ・ホイットニーと結婚するが、1996年に離婚。その後、ミスティ・ロッケンフィールドと結婚したが、2017年初めに離婚した。 3人の子供がいる。 趣味は写真撮影。

## ディスコグラフィー

### ポール・スピアー
- テレヴォイド (1997)
- ヘルズ・キャニオン (2000)

### スレイヴ・トゥ・ザ・システム
- スレイヴ・トゥ・ザ・システム(2002/2006)

### ソロ
- The X Chapters (2008)

### ヘッドレス
- グローイング・アパート (2013)[9]